# ازدواج بهائی
ازدواج بهائی از آنجا که محور آموزه‌های آئین بهائی اصل وحدت عالم انسانی (وحدت در عین حفظ کثرت و تنوع) است، ازدواج بهائی نیز اساس و هدفش وحدت و محبّتِ حقیقی و اتحاد همه جانبهٔ جسمانی- انسانی- معنوی میان زن و شوهر است.

## مفهوم ازدواج بهائی
آموزه‌های بهائی ازدواج را به «دژی برای سلامتی و نجات ابدی» تعبیر می‌کنند و ازدواج و خانواده را شالوده ساختار اجتماعی قلمداد می‌کنند.
اگرچه بهائیان برای بُعدِ مادی و جسمانی اتّحاد همسران اهمیّت خاصّی قائلند ولی بُعدِ اتّحاد انسانی- معنوی را مهم‌تر می‌دانند. عبدالبهاء در مورد ازدواج این چنین می‌گوید:
در میان خلق ازدواج عبارت از ارتباط جسمانی است و این اتحّاد و اتفّاق موقتّ است زیرا فرقت جسمانی عاقبت مقرّر و محتوم است ولکن ازدواج اهل بهاء باید ارتباط جسمانی و روحانی هر دو باشد، زیرا هر دو سرمست یک جامند و منجذب یک طلعت بی‌مثال، زنده به یک روحند و روشن از یک انوار این روابط روحانیّه‌است و اتّحاد ابدی است و همچنین در عالم جسمانی نیز ارتباط محکم متین دارند.پس باید اهل بهاء چون رابطه ازدواج درمیان آید اتحاد حقیقی و ارتباط معنوی و اجتماع روحانی و جسمانی باشد تا در جمیع عوالم الهی این وحدت حاصل گردد زیرا این وحدت حقیقی جلوه‌ای از نور محبّت الله است.
اساسی‌ترین جلوهٔ وحدت عالم انسانی، وحدت خانواده است؛ لذا طبق این آموزه، وحدت جامعهٔ جهانی را باید از وحدت زن و مرد و خانواده آغاز کرد و رشد و توسعه داد. بیت‌العدل اعظم بیان می‌کند: «حضرت بهاءالله به منظور ایجاد اتّحاد در جهان ظاهر شده‌اند و اتّحاد خانواده اتّحادی اساسی و بنیادی است.» این امر مستلزم وجود بینشی معنوی-انسانی دربارهٔ ازدواج است تا همسران بتوانند با وسعت نظر فقط به سعادت و خوشبختی خود راضی نشوند، بلکه علاوه بر وحدت و سعادت خود به رشد و خوشبختی و وحدت خانوادهٔ بزرگ بشری نیز بیاندیشند و در جهت تحقق آن بکوشند.

## احکام ازدواج بهائی
ازدواج در آئین بهائی اجباری نیست اما بهاءالله در کتاب اقدس به‌طور مشخص پیروانش را به ازدواج توصیه می‌کند.
بهائیان توصیه شده‌اند تا قبل از ازدواج ویژگی‌های همسر خود را بررسی کرده و قبل از قطعی کردن تصمیم خود با یکدیگر به خوبی آشنا شوند زیرا ازدواج می‌بایست با هدف برقراری یک رابطه ابدی صورت بگیرد. در آئین بهائی تصمیم در مورد ازدواج و انتخاب همسر باید توسط خود دو فردی که قصد ازدواج با یکدیگر را دارند صورت بگیرد اما پس از آن که دختر و پسری تصمیم به ازدواج گرفتند باید تمامی والدین در قید حیات زوج (حتی اگر بهائی نباشند) به ازدواج رضایت بدهند. هدف از این حکم تقویت روابط خانوادگی و جلوگیری از اختلاف و کدورت بین خانواده‌هاست. اجرای این حکم همچنین نمادی از احترام و قدردانی فرزندان نسبت به والدین است.
ازدواج بعید، یعنی ازدواج با غیر از خویشاوندان و افرادی که از پیشینه‌های قومی و جغرافیایی متفاوت هستند در آموزه‌های آئین بهائی بسیار مورد ستایش و توصیه قرار گرفته‌است. عبدالبهاء ازدواج بین نژادی را تشویق کرده‌است و بهائیان (هم دختر و هم پسر) مجازند که با افراد از هر دین و اعتقادی ازدواج کنند.
مراسم عقد بهائیان بسیار ساده برگزار می‌شود و شروط ضروری آن عبارتند از: داشتن حداقل سن بلوغ عروس و داماد، رضایت عروس و داماد و والدین آن‌ها و بر زبان آوردن آیه «انا کل لله راضیات/انا کل لله راضون» توسط عروس و داماد در حضور حداقل دو شاهد. امروزه ازدواج بهائی تحت نظارت شوراهای محلی بهائی (محفل روحانی محلی) صورت می‌گیرد که وظیفه دارند نسبت به رعایت شروط عقد بهائی اطمینان حاصل کنند.
در آئین بهائی چندهمسری و ازدواج موقت (صیغه) مجاز نیست. بهاءاللّه که احکام و تعالیم خویش را در محیط اسلامی وضع کرد، تک همسری را با رعایت حکمت و به تدریج حکم کرد نه به یکباره. بهاءالله در کتاب اقدس تعداد همسران برای یک مرد را به دو زن محدود کرده‌است و ذکر کرده که تک همسری بهتر است و موجب آسایش و آرامش برای زن و مرد است. عبدالبهاء جانشین بهاءالله و مفسر رسمی آموزه‌های او بعدها دربارهٔ این حکم توضیح داد که به دلیل آنکه  داشتن دو همسر در کتاب اقدس منوط به برقراری عدالت و برابری کامل بین هر دو همسر شده و این در عمل شرطی محال است، بنابراین در آئین بهائی فقط تک همسری مجاز است.
حداقل سن ازدواج در دین بهایی طبق بیان بهاءالله در کتاب اقدس سن بلوغ است که بهاءالله آن را برای پسر و دختر هر دو یکسان و سن پانزده سالگی تعیین می‌نماید.
در دین بهائی دوران نامزدی حداکثر ۹۵ روز می‌تواند باشد یعنی از زمان اعلام تصمیم زوج به ازدواج تا برگزاری مراسم عقد حداکثر می‌تواند ۹۵ روز فاصله باشد.
در آئین بهائی مهریه به عنوان هدیه‌ای از طرف مرد به زن در نظر گرفته می‌شود و حداقل و حداکثر مبلغی برای آن تعیین شده‌است. اگر مرد اهل شهر باشد حداقل میزان مهریه می‌تواند از حداقل ۱ واحد طلا تا حداکثر ۵ واحد طلا باشد. اگر مرد اهل روستا باشد میزان مهریه می‌تواند از حداقل ۱ واحد نقره تا حداکثر ۵ واحد نقره باشد. هر واحد برابر نوزده مثقال (حدود ۹۰ گرم) است. میزان مهریه به محل سکونت زن ارتباطی ندارد و فقط بر اساس شهری یا روستایی بودن مرد تعیین می‌گردد. بهاءالله توضیح می‌دهد که در مورد مهریه بهتر است که پیروانش حداقل آن (یعنی ۱ واحد نقره) را در نظر بگیرند و حتی ثروتمندان به کم‌ترین میزان مهریه اکتفا کنند.
طلاق طبق احکام بهائی مجاز است ولی بهائیان به پرهیز از آن توصیه شده‌اند. آن‌ها ازدواج را پیوند مقدّسی می‌دانند که فقط در شرایط حاد و هنگامی که راه دیگری باقی نمانده می‌توان به آن پایان داد.
بعد از تصمیم به جدایی، زن و شوهر باید به مدّت یکسال صبر نمایند تا طلاق نهایی شود. این دوره در اصطلاح بهائی، سال تربص نامیده می‌شود. در طول این یک سال زن و شوهر جدا از یکدیگر زندگی می‌کنند. اگر در هر زمان در طول این یک سال بین زن و شوهر محبّت و آشتی برقرار شد و تصمیم بر زندگی با یکدیگر نمودند، طلاق منتفی است و می‌توانند به زندگی مشترک با هم برگردند. در غیر این صورت، در پایان یک سال، طلاق نهایی می‌شود و بعد از آن هر یک از زن و مرد می‌توانند در صورت تمایل با فرد دیگری ازدواج کنند.
در تعالیم بهائی روابط جنسی تنها در چارچوب ازدواج و فقط بین زن و شوهر تعریف شده‌است. آموزه‌های بهائی پیروان این آئین را به پاکدامنی و رعایت موازین اخلاقی قبل از ازدواج و وفاداری کامل به همسر بعد از ازدواج توصیه می‌کند.

## اتهام ازدواج با محارم
مخالفان بهائیت می‌گویند که پایه‌گذار بهائیت، پیروانش را از ازدواج با محارم، منع نکرده‌است و بهائیان حق دارند که به جز همسر (یا همسران) پدرشان، با هر کس دیگری ازدواج کنند؛ استناد این افراد به آیه‌ای در کتاب اقدس است: «قَد حُرّمت علیکم ازواجَ آبائِکم (بر شما همسران پدرانتان حرام شد)» (اقدس، بند ۱۰۷)؛ اینان ادعا می‌نمایند که بهاءالله صرفاً از همسر پدر، نام برده و ازدواج با او را حرام اعلام نموده‌است و سکوت او در برابر حکم ازدواج با سایر محارم، نشان دهنده اجازه او برای انجام چنین ازدواجی است. آیهٔ بالا در کتاب اقدس، منع ازدواج با همسر پدر را اثبات می‌کند؛ اما اثبات این ممنوعیت، دلیلی بر مُجاز بودن ازدواج با سایر محارم نیست. عبدالبهاء در این باره نوشته‌است: «صراحت این حکم دلیل بر اباحت (مجاز بودن) دیگران نه». در قرآن هم آیه ای در رابطه با منع چند همسری برای زنان وجود ندارد و تنها مردان از اختیار بیش از ۴ همسر منع شده‌اند. اما این موضوع دلیلی بر تجویز ضمنی این رفتار برای زنان مسلمان در قرآن نیست. عبدالبهاء، شوقی افندی (دستخط شوقی افندی در جواب نامه‌ای به تاریخ ۱۹ می ۱۹۲۷) و بیت‌العدل اعظم (پاسخ به نامه ۲۷ نوامبر ۱۹۸۴) به حرام بودن ازدواج با محارم تأکید کرده‌اند.
در آئین بهائی تعیین جزئیات برخی از احکام به آینده و به بیت العدل اعظم محول شده‌است. در مقدمه کتاب اقدس توضیح داده شده که این کتاب هستهٔ مرکزی احکامی است که در آینده و به تدریج توسط بیت العدل اعظم بسط خواهند یافت. دلیل این مسئله نیز انطباق احکام با پویایی جامعه و تغییر و تحولاتی است که در طول زمان اتفاق می‌افتد. از جمله این موارد تعیین جزئیات بیشتر طبقات محارم و حدود ازدواج با خویشاوندان است که بهاءالله و عبدالبهاء تعیین جزئیات آن را به بیت العدل اعظم واگذار کرده‌اند تا بر اساس قواعد مدنی و اجتماعی و علم روز در این زمینه احکام تکمیلی را در زمان مناسب صادر کنند.
در همین راستا، بیت العدل اعظم در نامه ای به تاریخ ۱۵ ژانویهٔ ۲۰۱۰ اعلام می‌کنند که بهائیان از ازدواج با محارم به شرح زیر منع شده‌اند:
«یک بهائی مجاز نیست با مادر و پدر خود و با خواهر و برادر آنان و اجدادشان یا برادر و خواهر خود و فرزند و فرزندزادگان آنان و پسر و دختر خود و فرزند و فرزندزادگان آنان ازدواج کند. همچنین ازدواج با طبقات مشابهی از خویشاوندان که به سبب پیوند ازدواج به وجود آمده مانند نامادری، ناپدری، نادختری و ناپسری یا عروس، داماد، مادر زن یا پدر زن، مادر شوهر یا پدر شوهر یا موارد دیگری که با پیوندهای قانونی و اجتماعی مانند فرزندخواندگی موجب تشکیل یک خانوادهٔ مشترک می‌شود جائز نیست. بهائیان علاوه بر این ممنوعیت‌ها باید مراقب باشند که بر خلاف رسوم و قوانین کشور محل اقامتشان عقد ازدواجی نبندند.»